# Judith Basin County
Judith Basin County ist ein County im Bundesstaat Montana der Vereinigten Staaten. Der Sitz der Countyverwaltung (County Seat) befindet sich in Stanford.

## Demografische Daten
Nach der Volkszählung im Jahr 2000 lebten im County 2.329 Menschen. Es gab 951 Haushalte und 661 Familien. Die Bevölkerungsdichte betrug weniger als 1 Einwohner pro Quadratkilometer. Ethnisch betrachtet setzte sich die Bevölkerung zusammen aus 98,63 % Weißen, 0,04 % Afroamerikanern, 0,34 % amerikanischen Ureinwohnern, 0,09 % Asiaten, 0,00 % Bewohnern aus dem pazifischen Inselraum und 0,04 % aus anderen ethnischen Gruppen; 0,86 % stammten von zwei oder mehr ethnischen Gruppen ab. 0,56 % der Bevölkerung waren spanischer oder lateinamerikanischer Abstammung.
Von den 951 Haushalten hatten 30,00 % Kinder und Jugendliche unter 18 Jahre, die bei ihnen lebten. 62,70 % waren verheiratete, zusammenlebende Paare, 4,30 % waren allein erziehende Mütter. 30,40 % waren keine Familien. 27,50 % waren Singlehaushalte und in 12,30 % lebten Menschen im Alter von 65 Jahren oder darüber. Die Durchschnittshaushaltsgröße betrug 2,45 und die durchschnittliche Familiengröße lag bei 3,02 Personen.
Auf das gesamte County bezogen setzte sich die Bevölkerung zusammen aus 26,80 % Einwohnern unter 18 Jahren, 4,60 % zwischen 18 und 24 Jahren, 23,30 % zwischen 25 und 44 Jahren, 28,20 % zwischen 45 und 64 Jahren und 17,20 % waren 65 Jahre alt oder darüber. Das Durchschnittsalter betrug 42 Jahre. Auf 100 weibliche Personen kamen 107,90 männliche Personen, auf 100 Frauen im Alter ab 18 Jahren kamen statistisch 103,90 Männer.

Das jährliche Durchschnittseinkommen eines Haushalts betrug 29.241 USD, das Durchschnittseinkommen der Familien betrug 34.243 USD. Männer hatten ein Durchschnittseinkommen von 21.789 USD, Frauen 14.615 USD. Das Prokopfeinkommen betrug 14.291 USD. 21,10 % der Bevölkerung und 16,30 % der Familien lebten unterhalb der Armutsgrenze. 30,60 % davon waren unter 18 Jahre und 13,30 % waren 65 Jahre oder älter.

## Geschichte
Drei Orte im County sind im National Register of Historic Places eingetragen (Stand 8. Februar 2018).

## Orte im Judith Basin County
Citys
| - Hobson |

Towns
| - Lasonston - Stanford |

Census-designated places (CDP)
| - Geyser |

Unincorporated Communitys
| - Benchland - Moccasin - Raynesford - Utica - Windham |

Ghost Towns
| - Ubet |